# Thuyền rồng tại Đại hội Thể thao châu Á 2022
Thuyền rồng (đua thuyền truyền thống) tại Đại hội Thể thao châu Á 2022 được tổ chức từ ngày 4 đến ngày 6 tháng 10 năm 2022 tại Trung tâm Thuyền rồng Ôn Châu, Ôn Châu, Trung Quốc.

## Lịch thi đấu
| H | Heats | BK | Bán kết | CK | Chung kết |

| ND↓/Ngày → | 4/10 Thứ 4 | 4/10 Thứ 4 | 4/10 Thứ 4 | 4/10 Thứ 4 | 5/10 Thứ 5 | 5/10 Thứ 5 | 5/10 Thứ 5 | 5/10 Thứ 5 | 6/10 Thứ 6 | 6/10 Thứ 6 | 6/10 Thứ 6 | 6/10 Thứ 6 |
| ---------- | ---------- | ---------- | ---------- | ---------- | ---------- | ---------- | ---------- | ---------- | ---------- | ---------- | ---------- | ---------- |
| Nam 200 m  | H          | BK         | CK         |            |            |            |            |            |            |            |            |            |
| Nam 500 m  |            |            |            |            | H          | BK         | CK         |            |            |            |            |            |
| Nam 1000 m |            |            |            |            |            |            |            |            | H          | BK         | CK         |            |
| Nữ 200 m   | H          | BK         | CK         |            |            |            |            |            |            |            |            |            |
| Nữ 500 m   |            |            |            |            | H          | BK         | CK         |            |            |            |            |            |
| Nữ 1000 m  |            |            |            |            |            |            |            |            | H          | BK         | CK         |            |

## Danh sách huy chương

### Nam
| Nội dung | Vàng | Bạc | Đồng |
| -------- | --- | --- | --- |
| 200 m    | Trung Quốc (CHN) · Wang Liang · Li Chuan · Zhang Zhizheng · Zheng Jiaxin · Lv Luhui · Shu Liang · Chen Zihuan · Chen Fangjia · Yang Hailei · Feng Chaochao · Wang Xiaodong · Liu Yu · Yu Haijie · Sun Jiahao                             | Thái Lan (THA) · Pornchai Tesdee · Chaiyakarn Choochuen · Chitsanupong Sangpan · Kasemsit Borriboonwasin · Pornprom Kramsuk · Phakdee Wannamanee · Nopphadol Sangthuang · Somchai Sangmuang · Sukon Boon Em · Suradet Faengnoi · Suwan Kwanthong · Vinya Seechomchuen · Natthapon Kreepkamrai · Phatthara Sangdet | Indonesia (INA) · Zubakri Zubakri · Dedi Saputra · Andri Agus Mulyana · Harjuna Harjuna · Tri Wahyu Buwono · Yuda Firmansyah · Indra Tri Setiawan · Joko Andriyanto · Maizir Riyondra · Mugi Harjito · Muh Burhan · Sutrisno Sutrisno · Sofiyanto Sofiyanto · Angga Suwandi Putra                           |
| 500 m    | Trung Quốc · Wang Liang · Li Chuan · Zhang Zhicheng · Zheng Jiaxin · Lv Luhui · Shu Liang · Chen Zihuan · Chen Fangjia · Yang Hailei · Feng Chaochao · Wang Xiaodong · Liu Yu · Yu Haijie · Sun Jiahao                                   | Indonesia · Joko Andriyanto · Muh Burhan · Tri Wahyu Buwono · Yuda Firmansyah · Mugi Harjito · Harjuna · Andri Agus Mulyana · Angga Suwandi Putra · Maizir Riyondra · Dedi Saputra · Indra Tri Setiawan · Sofiyanto · Sutrisno · Zubakri                                                                          | Thái Lan · Sukon Boon-em · Kasemsit Borriboonwasin · Chaiyakarn Choochuen · Suradet Faengnoi · Pornprom Kramsuk · Natthapon Kreepkamrai · Suwan Kwanthong · Phatthara Sangdet · Somchai Sangmuang · Chitsanupong Sangpan · Nopphadol Sangthuang · Vinya Seechomchuen · Pornchai Tesdee · Phakdee Wannamanee |
| 1000 m   | Indonesia · Joko Andriyanto · Muh Burhan · Tri Wahyu Buwono · Yuda Firmansyah · Mugi Harjito · Harjuna · Andri Agus Mulyana · Angga Suwandi Putra · Maizir Riyondra · Dedi Saputra · Indra Tri Setiawan · Sofiyanto · Sutrisno · Zubakri | Trung Quốc · Wang Liang · Li Chuan · Zhang Zhicheng · Zheng Jiaxin · Lv Luhui · Shu Liang · Chen Zihuan · Chen Fangjia · Yang Hailei · Feng Chaochao · Wang Xiaodong · Liu Yu · Yu Haijie · Sun Jiahao | Myanmar · Pyae Sone Aung · Myo Hlaing Win · Htoo Htoo Aung · Pyae Phyo Thant · Hein Soe · Myint Ko Ko · Naing Lin Oo · Saw Naing Lin Kyaw · Saw Moe Aung · Saw Kaung Kaung San · Thant Zin Oo · Tin Ko Ko · Yu Ya Maung · Zaw Zaw Tun ·                                                                     |

### Nữ
| Nội dung | Vàng | Bạc | Đồng |
| -------- | --- | --- | --- |
| 200 m    | Trung Quốc (CHN) · Wang Li · Shi Yingying · Cheng Lingzhi · Sun Yang · Yu Shimeng · Wang Ji · Li Shuqi · Ding Sijie · Fan Yiting · Zhu Xiaoli · Luo Meng · Xue Lina · Wang Ying · Li Zhixian | Indonesia (INA) · Ayuning Tika Vihari · Anisa Yulistiawan · Fazriah Nurbayan · Cinta Priendtisca Nayomi · Dayumin Dayumin · Raudani Fitra · Iin Rosiana Damiri · Maryati Maryati · Sella Monim · Nadia Hafiza · Ramla Baharuddin · Ratih Ratih · Reski Wahyuni · Ester Yustince Daimoi | Thái Lan (THA) · Ketkanok Chomchey · Pranchalee Moonkasem · Onuma Teeranaew · Anuthida Saeheng · Arisara Pantulap · Benjamas Woranuch · Jaruwan Chaikan · Jirawan Hankhamla · Patthama Nanthain · Praewpan Kawsri · Sukanya Poradok · Watcharaporn Khadtiya · Nipaporn Nopsri · Thitima Sukrat |
| 500 m    | Trung Quốc · Wang Li · Shi Yingying · Cheng Lingzhi · Sun Yang · Yu Shimeng · Wang Ji · Li Shuqi · Ding Sijie · Fan Yiting · Zhu Xiaoli · Luo Meng · Xue Lina · Wang Ying · Li Zhixian       | Indonesia · Ayuning Tika Vihari · Anisa Yulistiawan · Fazriah Nurbayan · Cinta Priendtisca Nayomi · Dayumin · Raudani Fitra · Iin Rosiana Damiri · Maryati · Sella Monim · Nadia Hafiza · Ramla Baharuddin · Ratih · Reski Wahyuni · Ester Yustince Daimoi                             | Myanmar · Hla Hla Htwe · Khin Su Su Anung · Lin Lin Kyaw · Man Huai Phawng · Moe Ma Ma · Myint Myint Soe · Phyu Phyu Aung · San San Moe · Saw Myat Thu · Soe Sandar · Soe Soe Kyaw · Su Wai Phyo · Thet Phyo Naing · Win Win Htwe                                                              |
| 1000 m   | Trung Quốc · Wang Li · Shi Yingying · Cheng Lingzhi · Sun Yang · Yu Shimeng · Wang Ji · Li Shuqi · Ding Sijie · Fan Yiting · Zhu Xiaoli · Luo Meng · Xue Lina · Wang Ying · Li Zhixian       | Indonesia · Ayuning Tika Vihari · Anisa Yulistiawan · Fazriah Nurbayan · Cinta Priendtisca Nayomi · Dayumin · Raudani Fitra · Iin Rosiana Damiri · Maryati · Sella Monim · Nadia Hafiza · Ramla Baharuddin · Ratih · Reski Wahyuni · Ester Yustince Daimoi                             | Hàn Quốc · Byun Eun-jeong · Cha Tae-hee · Cho Soo-bin · Han Sol-hee · Jeong Ji-won · Ju Hee · Ju Yun-woo · Kim Da-bin · Kim Hyeon-hee · Kim Yeo-jin · Lee Hyeon-joo · Lim Sung-hwa · Tak Su-jin · Yun Ye-bom                                                                                   |

## Bảng tổng sắp huy chương
| Hạng               | Đoàn               | Vàng | Bạc | Đồng | Tổng số |
| ------------------ | ------------------ | ---- | --- | ---- | ------- |
| 1                  | Trung Quốc (CHN)   | 5    | 1   | 0    | 6       |
| 2                  | Indonesia (INA)    | 1    | 4   | 1    | 6       |
| 3                  | Thái Lan (THA)     | 0    | 1   | 2    | 3       |
| 4                  | Myanmar (MYA)      | 0    | 0   | 2    | 2       |
| 5                  | Hàn Quốc (KOR)     | 0    | 0   | 1    | 1       |
| Tổng số (5 đơn vị) | Tổng số (5 đơn vị) | 6    | 6   | 6    | 18      |

## Quốc gia tham dự
Tổng cộng 293 vận động viên đến từ 12 quốc gia tranh tài tại bộ môn đua Thuyền rồng tại Đại hội Thể thao châu Á 2022:

- Campuchia (14)
- Trung Quốc (28)
- Đài Bắc Trung Hoa (14)
- Hồng Kông (28)
- Indonesia (28)
- Hàn Quốc (28)
- CHDCND Triều Tiên (28)
- Malaysia (14)
- Ma Cao (28)
- Myanmar (28)
- Singapore (27)
- Thái Lan (28)